# Вищий військовий навчальний заклад
Вищий військовий навчальний заклад (ВВНЗ) — заклад вищої освіти державної форми власності, який здійснює на певних рівнях вищої освіти підготовку, перепідготовку та підвищення кваліфікації військових фахівців для подальшої служби на посадах офіцерського (сержантського, старшинського) або начальницького складу з метою задоволення потреб Збройних Сил України, інших утворених відповідно до законів України військових формувань, проводить наукову, науково-технічну, інноваційну та/або методичну діяльність.
ВВНЗ створюються, реорганізовуються та ліквідуються рішенням Кабінету Міністрів України за поданням Міністерства оборони України.
До ВВНЗ належать: військові університети, військові академії, військові інститути, військові коледжі.
ВВНЗ має
- своє бойове знамено;
- печатку із зображенням Державного Герба України та своїм найменуванням;
- власну символіку.

ВВНЗ входять до структури Збройних Сил України.
ВВНЗ діє на підставі власного статуту, який затверджується наказом Міністерства оборони України.
Основними завданнями ВВНЗ, крім визначених у статті 26 Закону України “Про вищу освіту”, є:
- провадження освітньої діяльності, що забезпечує підготовку військових фахівців відповідного ступеня вищої освіти за обраними ними спеціальностями;
- для університетів, академій, інститутів - провадження наукової діяльності в інтересах Збройних Сил України шляхом проведення наукових досліджень і забезпечення творчої діяльності учасників освітнього процесу, підготовки наукових кадрів вищої кваліфікації і використання отриманих результатів в освітньому процесі;
- виконання державного замовлення на підготовку військових фахівців, міжнародних договорів про підготовку військових фахівців іноземних держав;
- здійснення військової підготовки студентів вищих навчальних закладів та громадян України, які вже мають вищу освіту не нижче освітнього ступеня “бакалавр”, за програмою підготовки офіцерів запасу;
- здійснення підготовки цивільних осіб (студентів) за кошти фізичних (юридичних) осіб;
- проведення військово-патріотичного виховання молоді.[1]